# 利基萨县

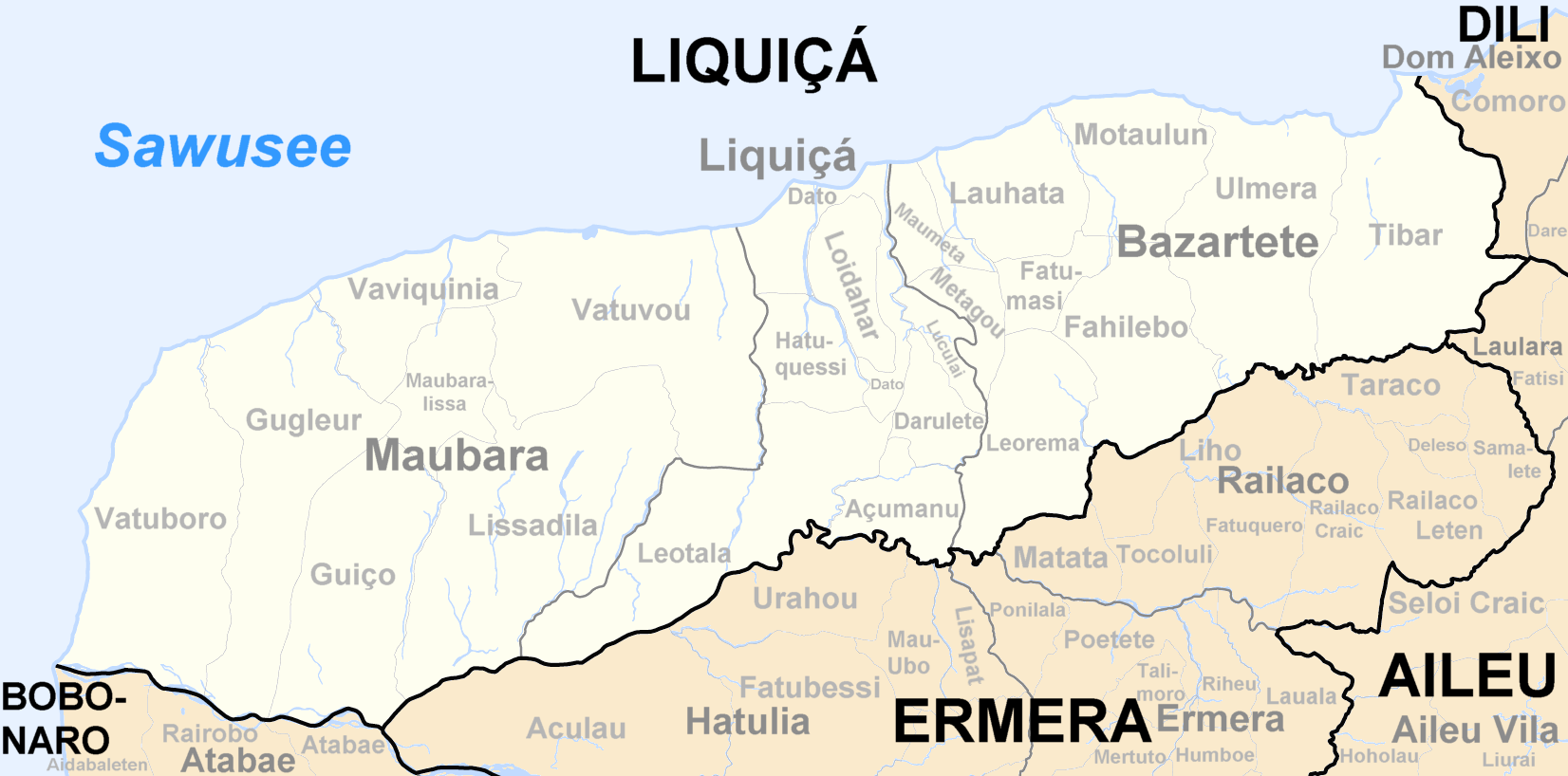
利基萨区行政区划

利基萨县是东帝汶民主共和国利基萨区的一个县，位于利基萨区中部，区治利基萨位于该县内。

气候数据
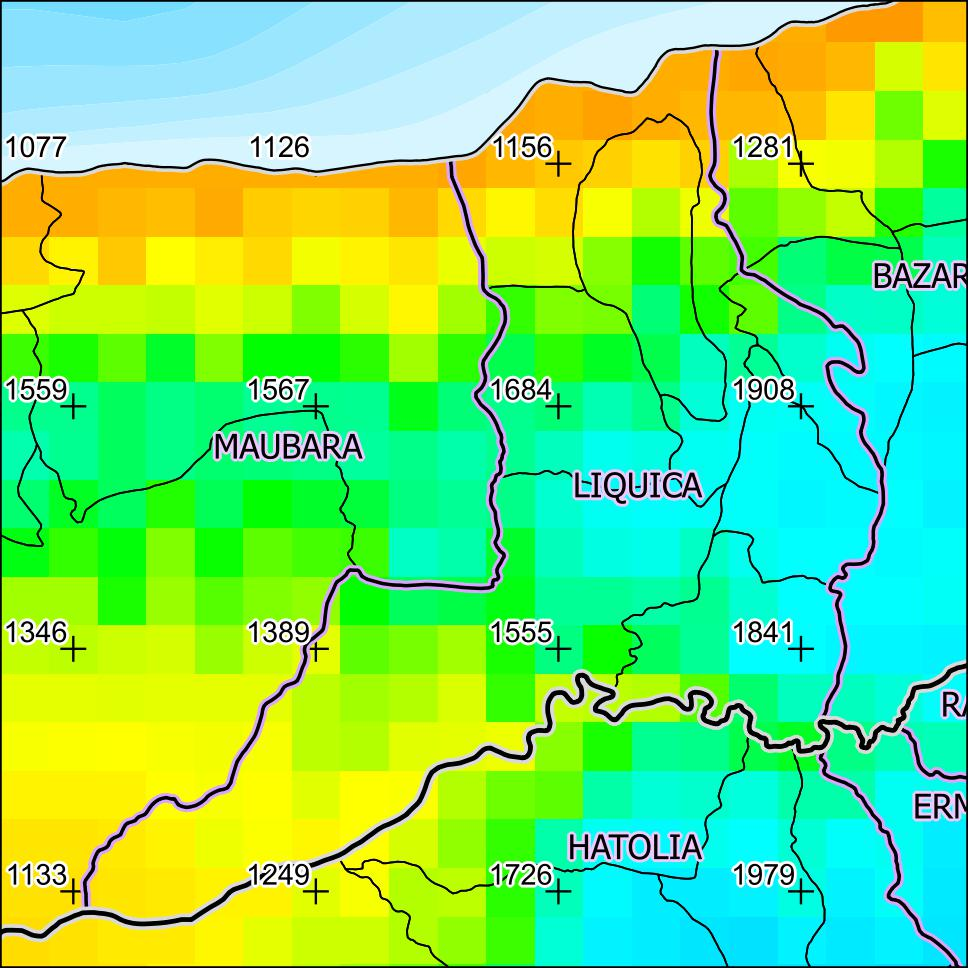
年降雨量 (2000)
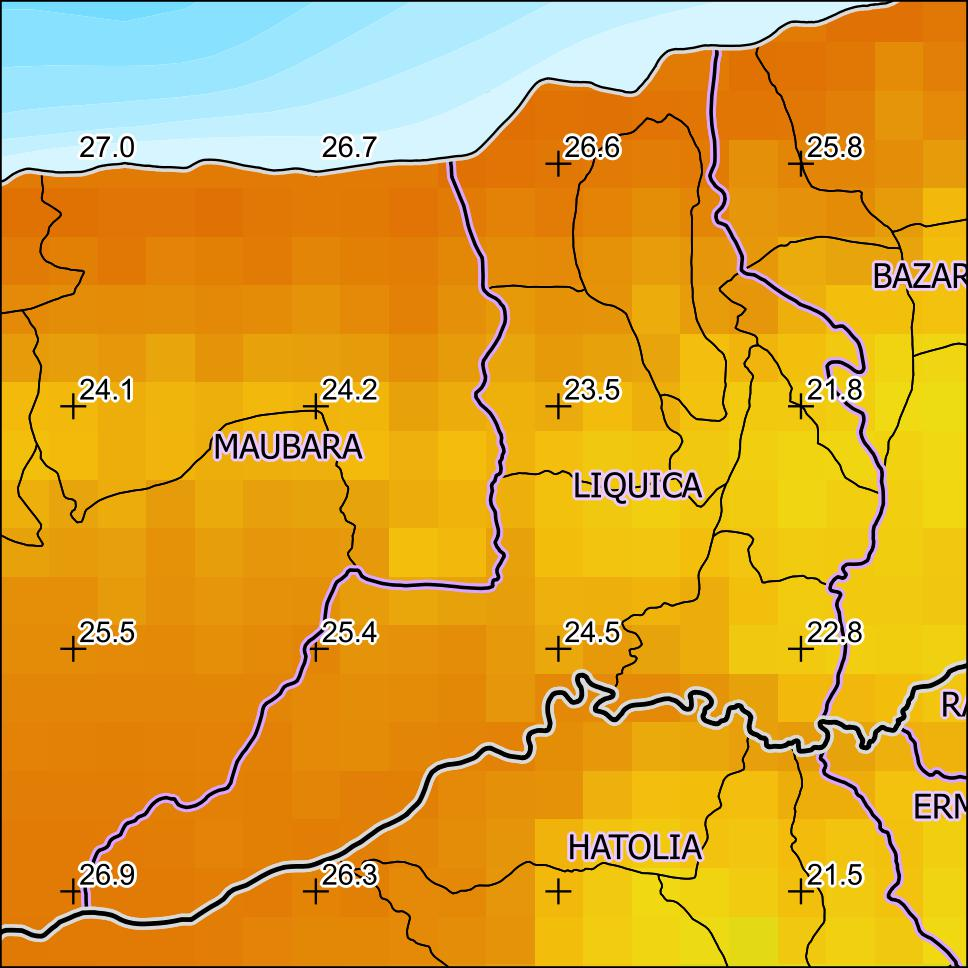
年平均气温 (2000)
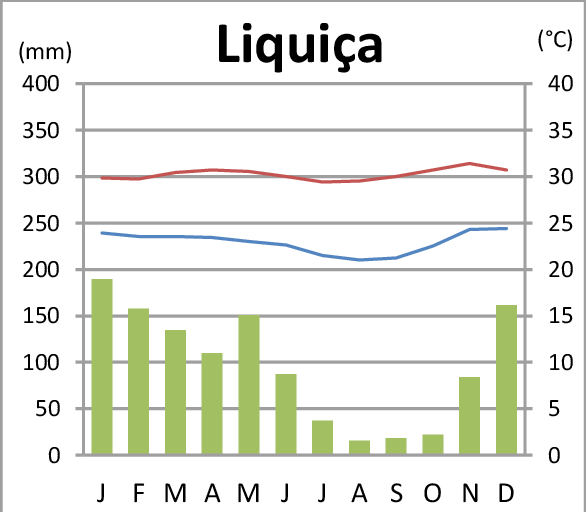
气候图